# フォルミガーラ
フォルミガーラ（伊: Formigara）は、イタリア共和国ロンバルディア州クレモナ県にある、人口約1,000人の基礎自治体（コムーネ）。

## 地理

### 位置・広がり

#### 隣接コムーネ
隣接するコムーネは以下の通り。括弧内のLOはローディ県所属を示す。
- カステルジェルンド (LO)
- カスティリオーネ・ダッダ (LO)
- ゴンビト
- ピッツィゲットーネ
- サン・バッサーノ

### 地勢・地形
- 河川：アッダ川

### 気候分類・地震分類
気候分類では、zona E, 2545 GGに分類される。
また、イタリアの地震リスク階級 (it) では、zona 3 (sismicità bassa) に分類される
。